# Éric Debard
Éric Debard, né le 11 octobre 1964 à Albi, est le fondateur de la société Debard Automobiles et un pilote automobile français. 
Il s'engage depuis 2007 dans le Championnat de France FFSA GT et l'a remporté en 2009. En 2012, il est vice-champion de France GT3 avec Olivier Panis sur une Ferrari 458 du team AKKA ASP. Ils intègrent en 2013, le team Hexis Racing sur une McLaren MP4-12C.  
En 2016, il intègre l'écurie Panis-Barthez Compétition sur une Ligier LMP3 en European Le Mans Series. 
En 2022, il représente la France aux Motorsport Games qui se déroulent sur le circuit Paul Ricard, et remporte la médaille d'or en GT avec son coéquipier Simon Gachet au sein de l'équipe AKKODIS de Jérôme Policand.

## Debard Automobiles
C'est en 1996 qu'il crée la société Debard Automobiles pour la vente de véhicules d'importation en France. Le groupe réalise en 2021 plus de 150 millions d'euros de chiffre d'affaires sur ses 11 agences.

## Palmarès
- Fia Motorsport Games 2022
  - Médaille d'or en GT avec Simon Gachet[2]
- Championnat de France de Supertourisme
  - Vainqueur de la Coupe de France en 2005 avec une Peugeot 406 Coupé de l'écurie Solution F[3]

- Championnat de France FFSA GT
  - Champion de France en 2009 sur une Corvette C6R de l'écurie DKR Engineering
  - Six victoires depuis 2008[4]
  - Vice-champion de France GT3 en 2012 sur une Ferrari 458 du team AKKA ASP